# 安阳县
安阳县是中国河南省安阳市下辖的一个县，位于河南省北缘，安阳市北部。
安阳县南与汤阴县、鹤壁市毗邻，北与河北省磁县、临漳县、涉县隔河相望，西与林州市接壤，东与内黄县相连。辖域面积1,202.8平方公里，总人口82.15万人。

## 历史
秦始皇二十六年（前221年）始置安阳县，治安阳城，属邯郸郡。西汉废安阳县，其地分别属河内郡荡阴县、魏郡内黄县和邺县。西晋复置安阳县，又于今县东20公里永和置长乐县，均属司州魏郡。
东魏天平初年（公元534年），把荡阴县、安阳县划入邺县。自此安阳县并入邺县直到590年（重置安阳县）共56年时间。
邺为都城时，今安阳县境为国都近畿。北周灭北齐，古邺城毁废，北周静帝大象二年（580年），曾经以古邺城为治所的相州、魏郡、邺县3级政区机构，连同邺城所有百姓南移20公里于安阳城，安阳又称邺，为相州、魏郡和邺县治所，为新邺城。从此安阳城代替邺城成为这一地区的政治、经济和文化中心。
隋文帝开皇八年（588年），于长乐故城重置长乐县。十年，邺县迁回故邺都大慈寺，于安阳城复置安阳县，又于安阳西北部析置相县。十八年，改长乐为尧城。炀帝大业三年（607年），相县废入安阳。

## 人口
2022年年末全县常住人口41.92万人。常住人口城镇化率为31.38%，比上年末提高0.56个百分点。全年人口出生率为7.01‰，人口死亡率为7.18‰，自然增长率为-0.17‰。有壯、苗、回、彝、布依、滿、土家、蒙古、瑤、土、羌、黎、藏、仡佬、朝鮮、東鄉、白等17個少數民族。

## 行政区划
安阳县下辖13个镇、6个乡：
水冶镇、铜冶镇、白璧镇、曲沟镇、吕村镇、伦掌镇、蒋村镇、崔家桥镇、辛村镇、韩陵镇、永和镇、都里镇、高庄镇、磊口乡、许家沟乡、安丰乡、洪河屯乡、瓦店乡和北郭乡。
水冶镇、铜冶镇、曲沟镇、伦掌镇、都里镇、洪河屯乡、磊口乡、许家沟乡、安丰乡由殷都区托管。

## 交通
- 341国道过境。

## 经济
安阳县为河南较具实力的县（市）之一。2009年，经济总量位居河南省各县（市）第十二位，GDP总量为2,395,008万元（折合350,609万美元），人均GDP为26,216元（合3,838美元）。

## 旅游
旅游景区有：马氏庄园景区、小南海风景名胜区、珍珠泉景区、赵河生态风景区、灵泉寺文化旅游区、修定寺景区、都里漳河风景区等。